# Réseau ferroviaire de Catalogne

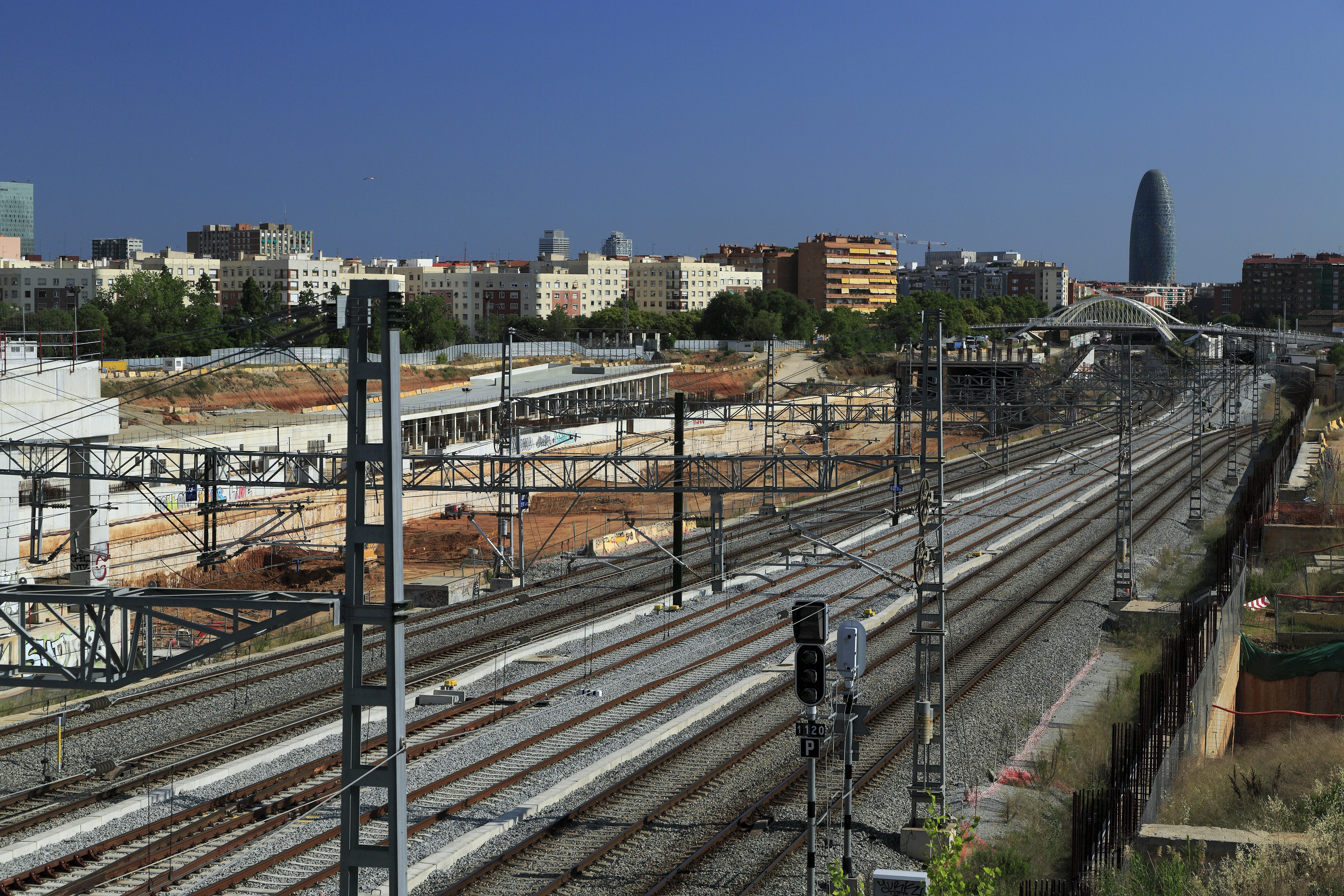
Lignes de banlieue, régionale et à haute vitesse à la Sagrera, Barcelone.

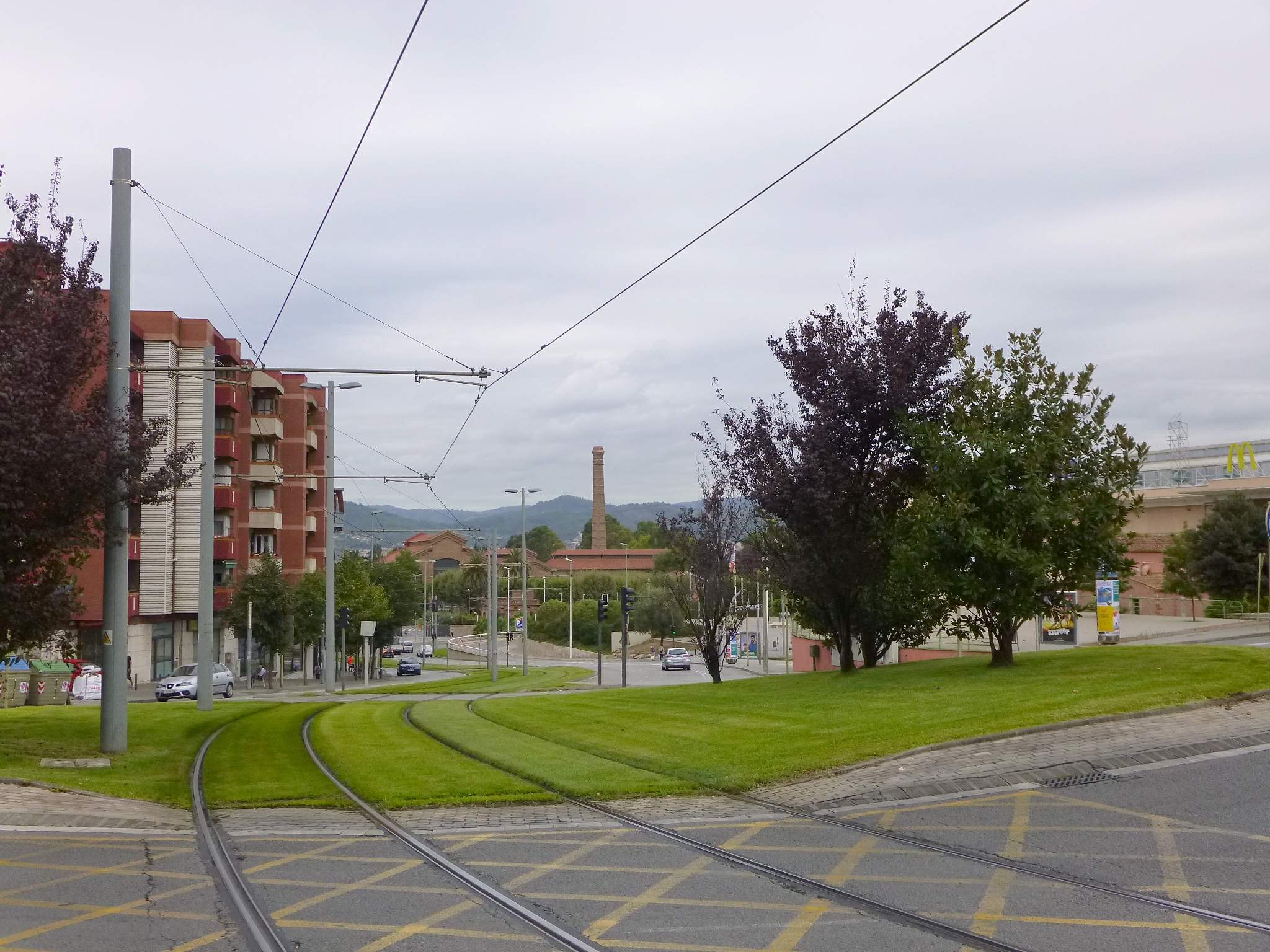
Ligne de tramway à Cornellà de Llobregat.

Le réseau ferroviaire de Catalogne est formée par des lignes de chemins de fer à écartement ibérique (1 668 mm), écartement standard (1 435 mm), écartement métrique (1 000 mm) et d'autres types de chemins de fer comme les tramway, funiculaires et téléphériques.

## Histoire du chemin de fer en Catalogne

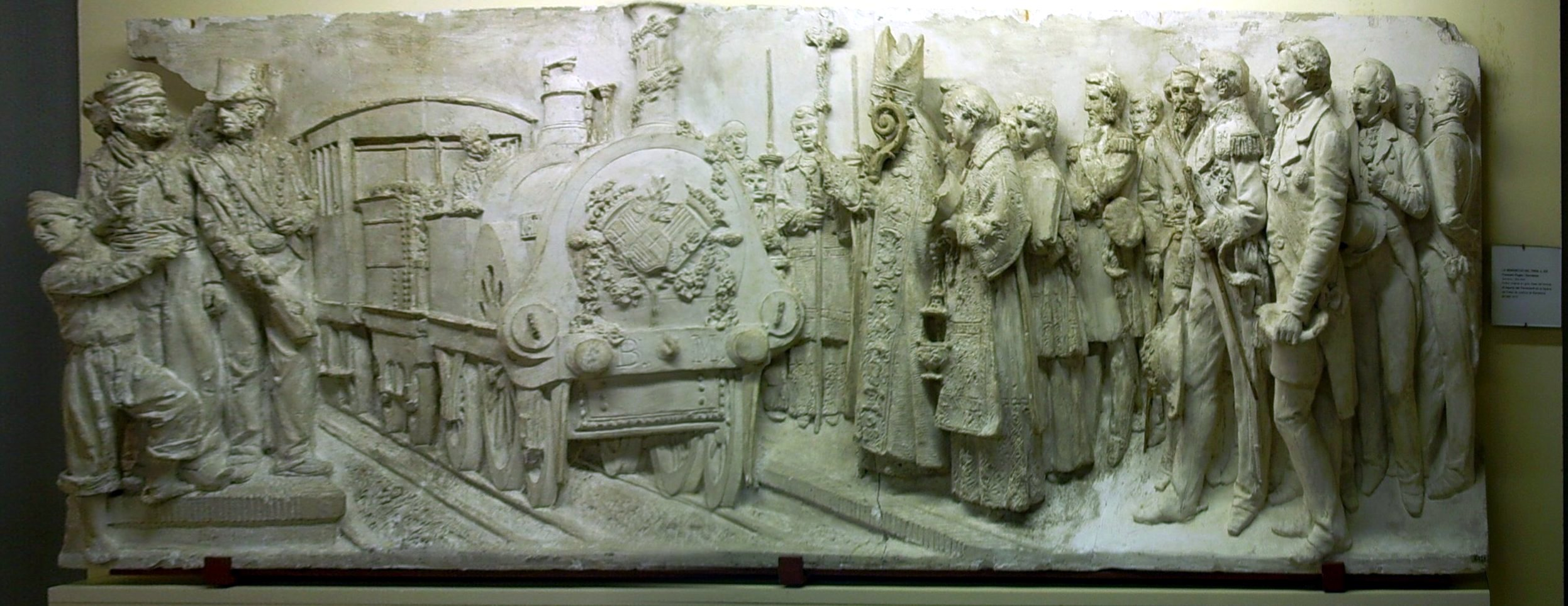
La Benedicció del Tren.

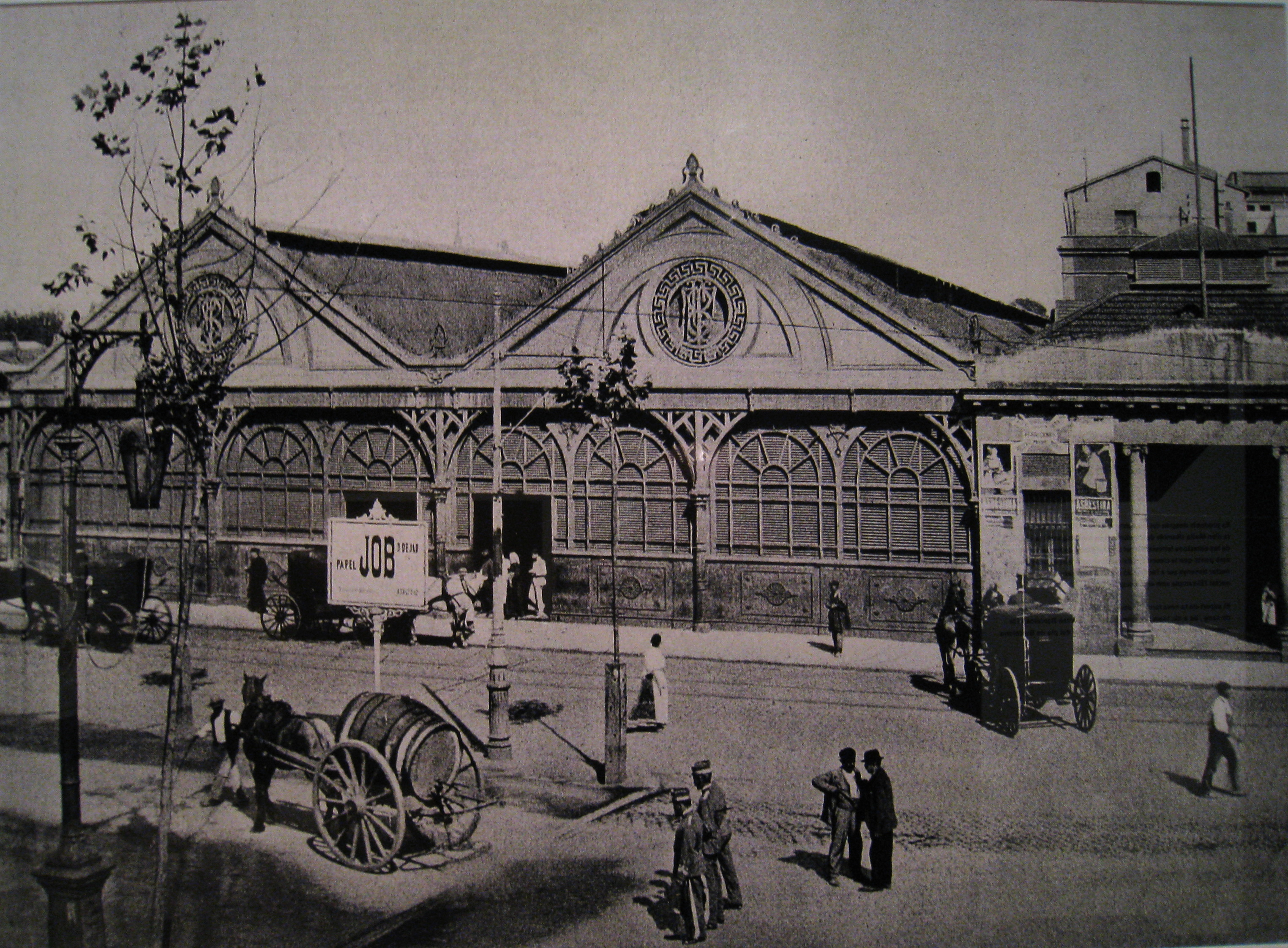
Ancienne gare de Barcelone-França.

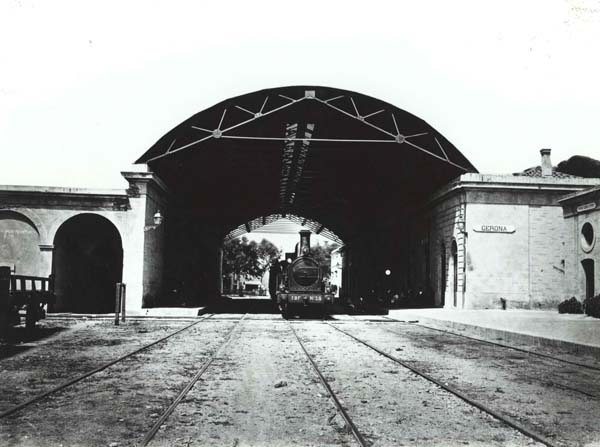
Ancienne photo de la gare de Gérone.

Les origines du chemin de fer en Catalogne remontent à l'initiative de la bourgeoisie catalane pour contrebalancer le manque de routes en investissant dans le chemin de fer. Les premiers projets ont été les lignes entre Reus et le port de Tarragone (1833) et entre Sant Joan de les Abadesses et Roses, mais ils ne seront pas concrétisés. En 1845, grâce à l'ingénieur Miquel Biada, la Compañía del Camino de Hierro de Barcelona a Mataró sera construite. Ce fut la première ligne ferroviaire de la péninsule ibérique, inaugurée le 28 octobre 1848.
Depuis, de nombreuses lignes à écartement ibérique ont été construites. Elles connectent les centres industriels et les villes catalanes, espagnoles et européennes. Le réseau est particulièrement dense autour de Barcelone.
Pendant les années 1850-60, 795 kilomètres de voies ferrées ont été construites. La crise économique de 1866 a donné un coup d'arrêt à l'extension du réseau, qui ne s'étendra plus pendant une décennie.
À la fin du XIXe siècle, la construction des chemins de fer a repris de plus belle et 418 km de ligne ont été ajoutés au réseau. Certaines compagnies ont fusionné, comme les compagnies de Barcelona a Tarragona et de Barcelona a Francia (Compañía de los ferrocarriles de Tarragona a Barcelona y Francia), ce qui va permettre de finir la construction de la ligne de Barcelone à Cerbère entre Gérone et Cerbère. Seront également mises en service, les lignes de Granollers aux mines de Sant Joan de les Abadesses et de Tarragone, Reus et Lérida. La seule ligne nouvelle a été celle de Barcelone - Vilanova - Valls, qui a été raccordée avec celle de Barcelone à Tarragone. De 1887 à 1898, la branche de la ligne de Barcelone à Valls et Reus a été prolongée jusqu'à la ligne inachevée de Saragosse à la Puebla de Híjar. À la fin du siècle, 1 834 km de lignes ont ainsi été construits.
Depuis la fin du XIXe siècle, plusieurs lignes de chemins de fer à voie étroite ont été construits, comme la ligne de Barcelone à Sarrià en 1863 ou la ligne Manresa - Olvan - Guardiola (1885-1904). En 1895, Olot sera reliée aux autres villes de la Garrotxa et à la gare de Gérone (ligne Barcelone-Portbou). En 1887, ce sera au tour des lignes Palamós - Gérone - Banyoles et Reus - Salou, puis Sant Feliu de Guíxols - Gérone en 1892. Cette dernière transportait les matières premières et les produits élaborés de l'industrie du liège du Baix Empordà.
La construction des chemins de fer en Catalogne a favorisé la création d'entreprises comme La Maquinista Terrestre y Maritima, et a offert des débouchés à l'industrie catalane puisque ses produits ont alors pu alimenter le marché espagnol.
C'est à cette époque que la ville de Barcelone devient un nœud où convergent toutes les routes et lignes ferroviaires de Catalogne. Ce sera également le cas autour des capitales des autres provinces.
En 1929, les voies entre Barcelone-Plaça Catalunya et Muntaner seront mises en tunnel. Celui-ci sera étendu à l'intégralité de la ligne à l'intérieur de Barcelone dans les années 50 à 70. La branche de Gràcia à Av. Tibidabo a également été inaugurée pendant les années 50.

## Autorités de transport

Carte de la Catalogne avec les quatre autorités de transport.

Les autorités de transport sont des consortiums chargés de coordonner les transports publics de voyageurs dans leurs territoires respectifs.
Actuellement, il y a quatre autorités de transport en Catalogne, une par province, ce qui permet de coordonner les transports publics et de mettre en œuvre un système tarifaire unique. Une cinquième autorité de transport est en création, l'ATM Comarques Centrals pour la comarque du Bages. L'autorité sera divisée en 2 zones.
L'Autorité du Transport Métropolitain de Barcelone possède six zones, et c'est celle qui couvre le plus de territoire et qui a le plus de types de transports, puisque c'est la seule à gérer des métros et des tramways.
L'ATM du Camp de Tarragone est constituée de deux zones, trois comarques dans la première zone et trois autres comarques supplémentaires dans la deuxième.
L'ATM de Lérida est constitué de la comarque du Segrià et de quelques communes de la Noguera.
Les Autorités de Transport sont chargées de :
- planifier et gérer des infrastructures et des réseaux
- gérer les relations avec les autres opérateurs de transport collectif
- financer des réseaux par les administrations
- la tarification
- la communication
- s'occuper des autres fonctions liées à la mobilité

### Cartes
Les ATM de Gérone, Lérida et Tarragone utilisent des cartes sans contact, avec une nouvelle technologie similaire à celle du métro de Londres. La carte du système tarifaire intégré est une carte à puce permettant de charger des tickets et des billets de train, pour que les billets aient les mêmes fonctionnalités et soient lisibles et par les terminaux de toutes les entreprises de transport faisant partie de l'ATM. Les cartes à puce se rechargent avec des billets de train où le prix sera déterminé par la quantité de zones traversées pendant le voyage.
L'ATM de Barcelone utilise encore les billets en papier-carton, mais la conversion aux cartes à puces est prévue à court terme.

## Lignes de chemins de fer

### Lignes à écartement ibérique

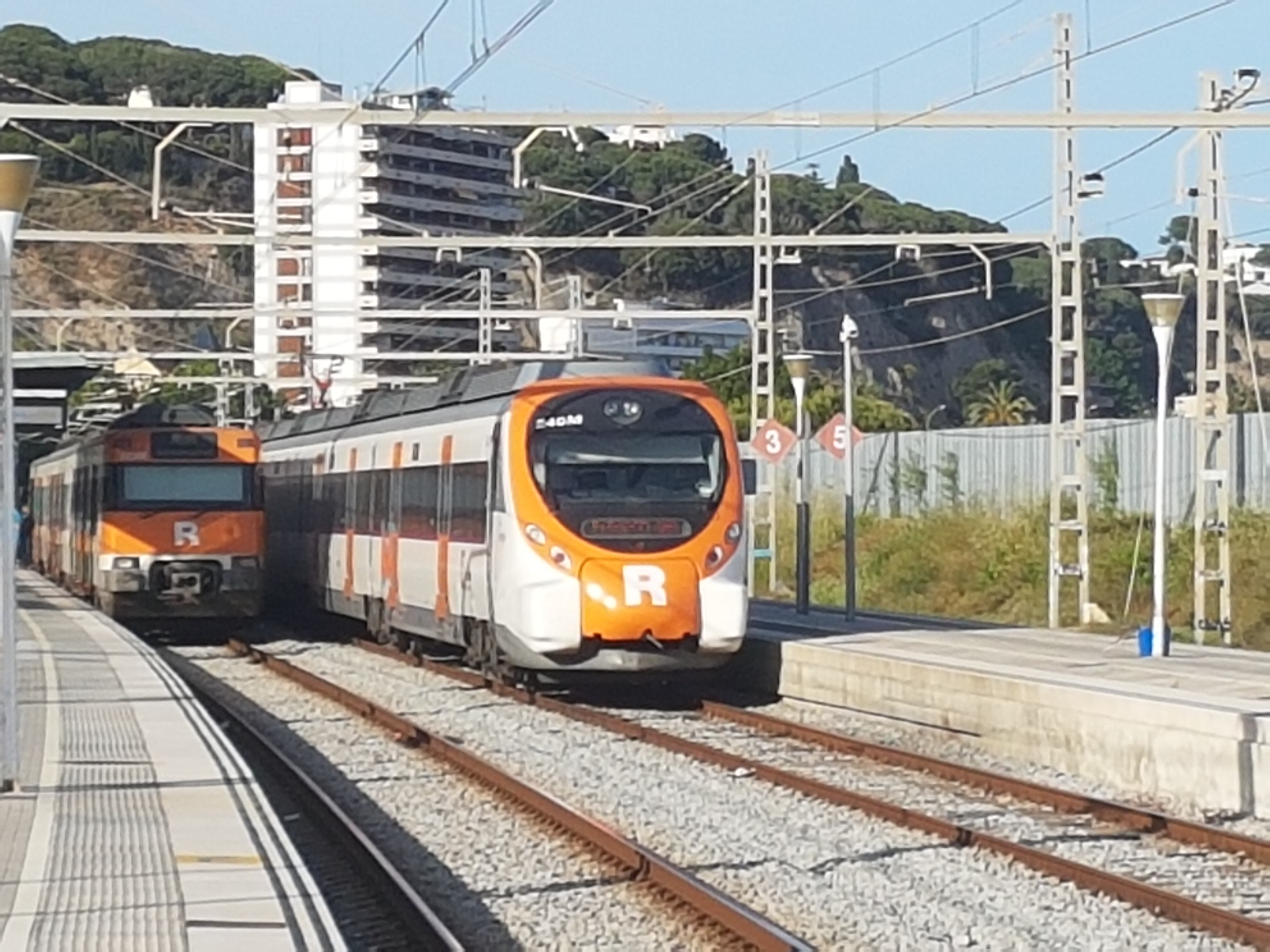
Ligne Barcelone - Mataró - Maçanet Massanes

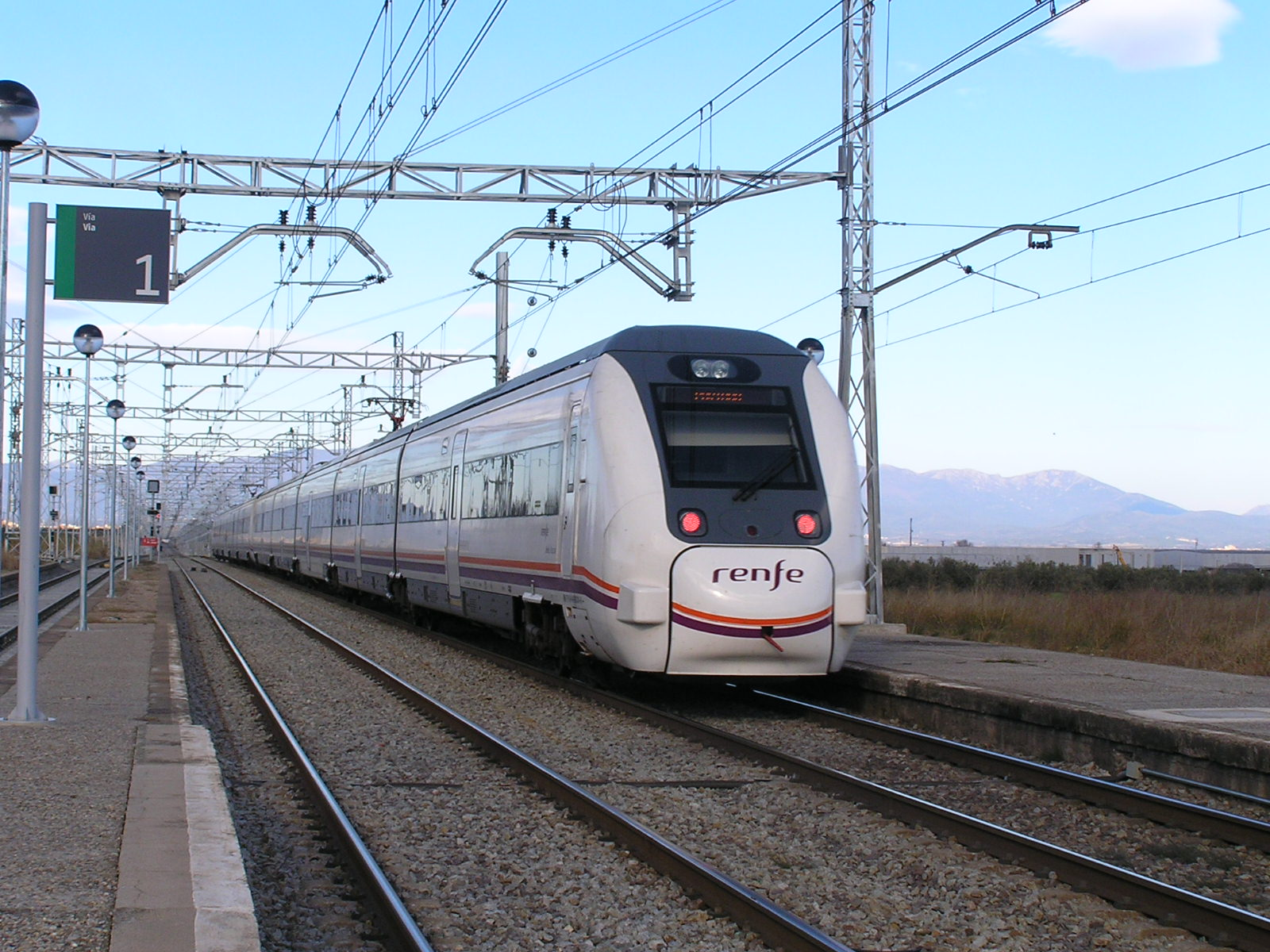
Ligne Barcelone - Portbou

Le réseau ferroviaire de Catalogne est composé de 15 lignes à écartement ibérique en service, appartenant à ADIF, à l'exception de la ligne Lérida - La Pobla de Segur.
- Ligne Barcelone - Mataró - Maçanet-Massanes
- Ligne Barcelone - Gérone - Portbou
- Ligne Barcelone - Ripoll
- Ligne Ripoll - Puigcerdà
- Ligne Barcelone - Manresa - Lérida - Almacelles
- Ligne Barcelone - Vilafranca - Tarragone
- Ligne Castellbisbal / el Papiol - Mollet
- Ligne Barcelone - Vilanova - Valls
- Ligne El Prat - Aéroport
- Ligne Tarragone - Tortosa / Ulldecona
- Ligne Tarragone - Reus - Lérida
- Ligne Reus - Caspe
- Ligne Roda de Berà - Reus
- Ligne Lérida - La Pobla de Segur
- Embranchement marchandises de Can Tunis

### Lignes à voie normale

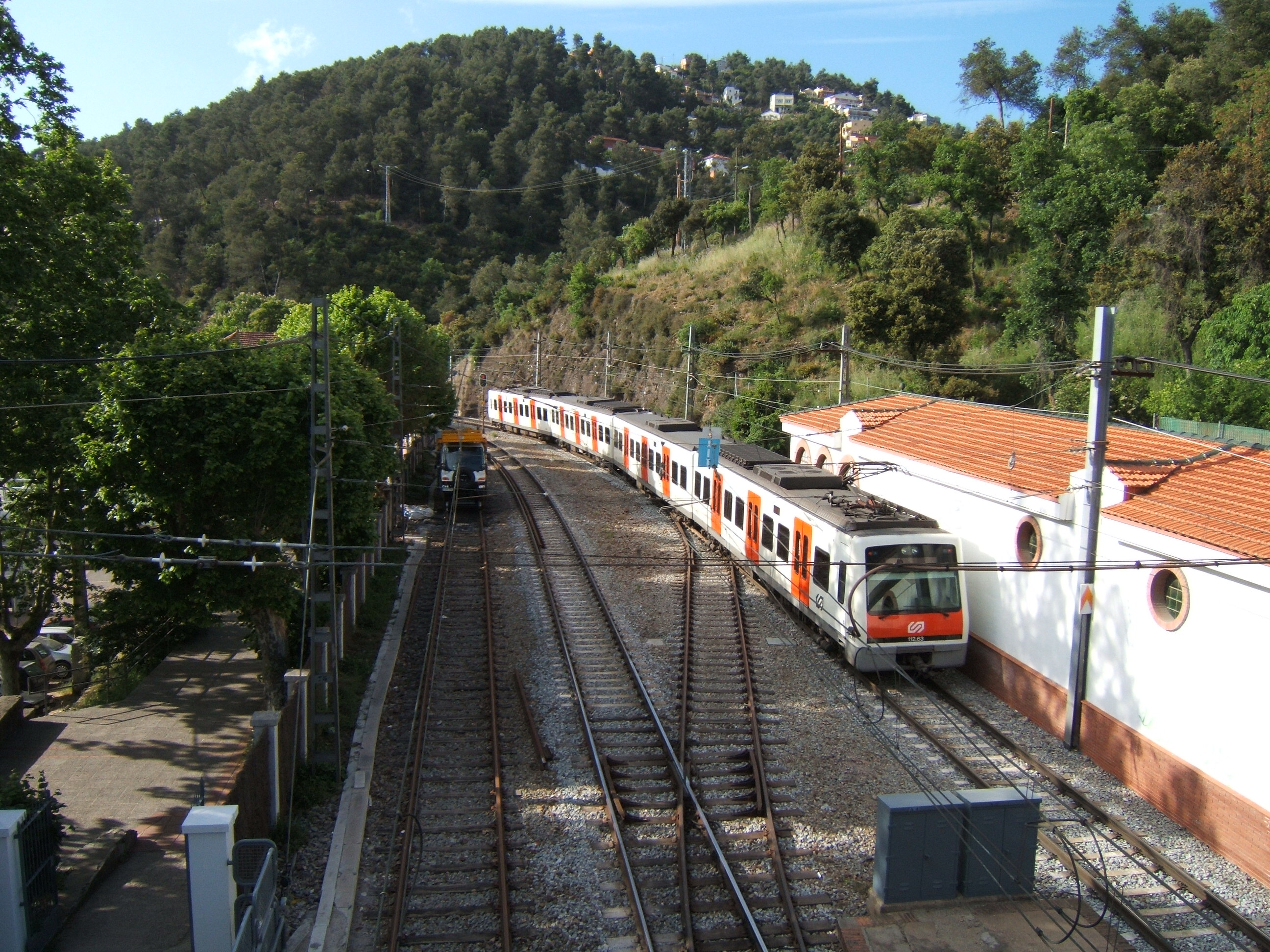
Ligne Barcelone - Vallès.

En Catalogne, il y a trois lignes à voie normale en service.
- Ligne Barcelone - Vallès
- LGV Madrid-Barcelone-Figueras
- Ligne de Perpignan à Figueras

### Lignes à voie métrique

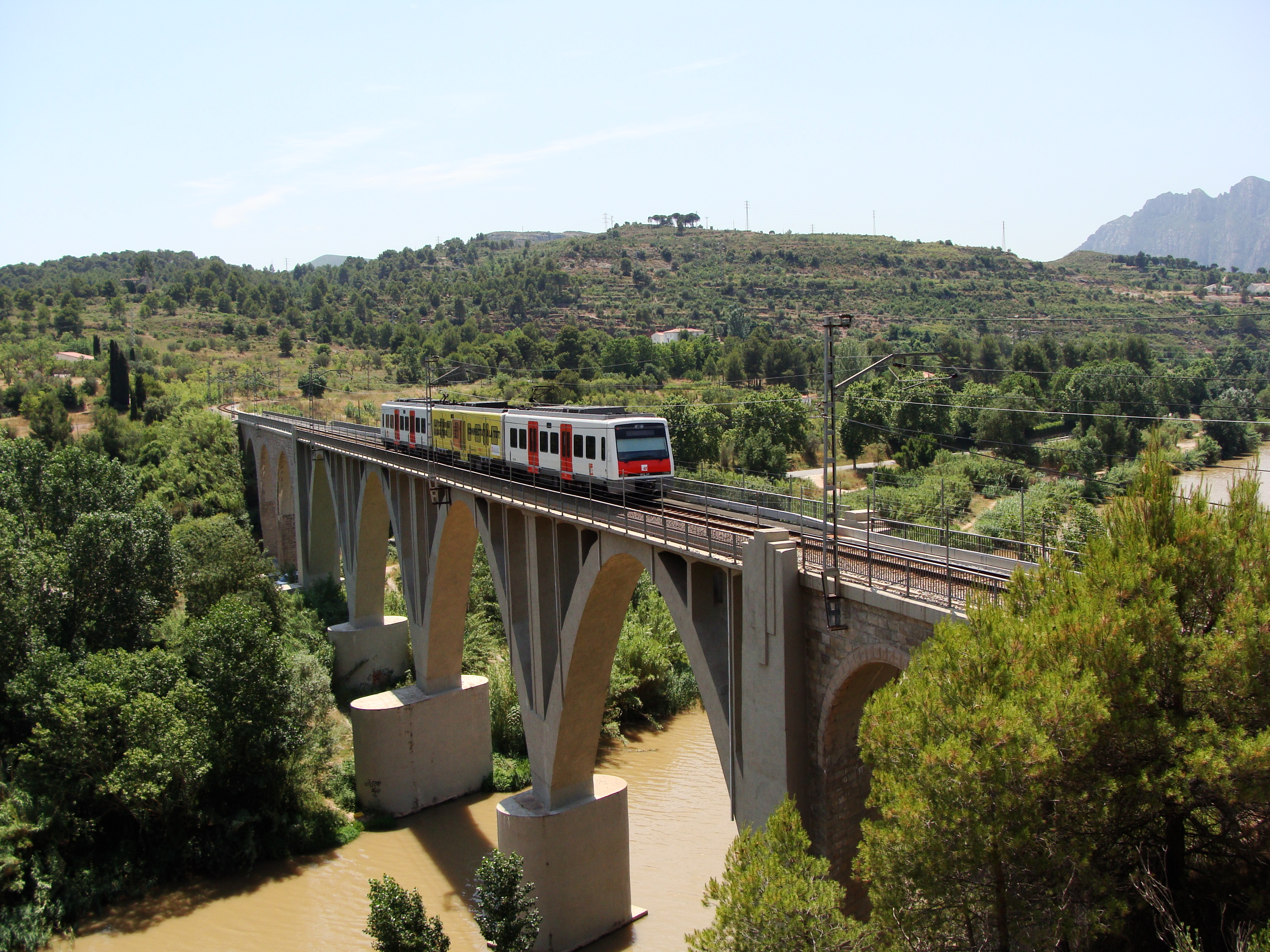
Ligne Llobregat - Anoia.

Le réseau ferroviaire de Catalogne est composé de 10 lignes à voie métrique en service. Elles sont toutes gérées par FGC.
- Ligne Llobregat - Anoia
- Ligne La Pobla de Lillet - Castellar de n'Hug ou Chemin de fer touristique de l'Alt Llobregat
- Chemin de fer à crémaillère de Núria
- Crémaillère de Montserrat
- Ligne Manresa - Sallent
- Ligne Manresa - Súria
- Apartador d'Ares
- Embranchement Martorell - Solvay
- Embranchement Sant Boi - Port
- Embranchement d'accès à Seat

### Lignes à grande vitesse
- LGV Madrid-Barcelone-Figueras
- Ligne de Perpignan à Figueras

### Métro de Barcelone

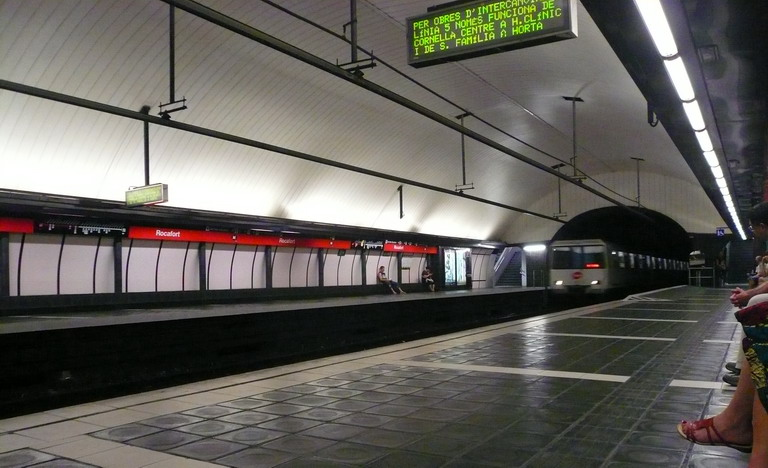
Station Rocafort du métro de Barcelone.

Les lignes du métro de Barcelone sont au nombre de 12 (L1-L2-L3-L4-L5-L6-L7-L8-L9-L10-L11-L12), elles sont exploitées par :
- Transports Metropolitans de Barcelona :
  -  (Inaugurée en 1926 sous le nom de Chemin de fer Métropolitain Transversal de Barcelone) Hospital de Bellvitge - Fondo
  -  (Inaugurée en 1995) Paral·lel - Badalona Pompeu Fabra
  -  (Inaugurée en 1924 sous le nom de Grand Métropolitain de Barcelone) Zona Universitària - Trinitat Nova
  -  (Inaugurée en 1973) Trinitat Nova - La Pau
  -  (Inaugurée en 1969) Cornellà Centre - Gare de Vall d'Hebron
  -  (Inaugurée en 2009) La Sagrera - Can Zam
  -  (Inaugurée en 2016) Aéroport T1 - Zona Universitària
  -  (Inaugurée en 2010) La Sagrera - Gorg
  -  (Inaugurée en 2018) Collblanc - Foc
  -  (Inaugurée en 2003) Trinitat Nova - Can Cuiàs
- FGC :
  -  (Inaugurée en 1863) Plaça Catalunya - Sarrià.
  -  (Inaugurée en 1954) Plaça Catalunya - Avinguda Tibidabo.
  -  (Inaugurée en 1912) Plaça Espanya - Molí Nou-Ciutat Cooperativa.
  -  Sarrià - Reina Elisenda.

### Tramways

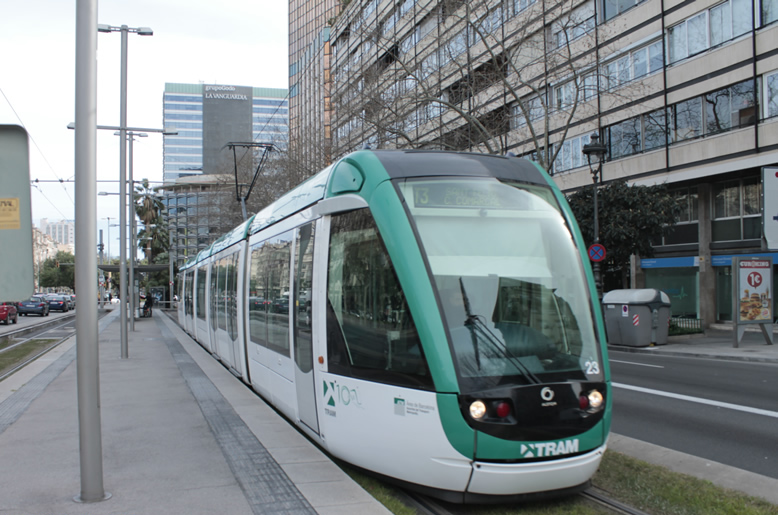
Le Trambaix.

En Catalogne, il y a trois réseaux de tramways (Trambaix, Trambesòs et le Tramvia Blau), divisés en 7 lignes situées dans la région métropolitaine de Barcelone.
- Tramways modernes :
  - Trambaix, Tramway du Bas Llobregat (inauguré en 2004) :
    -   Francesc Macià - Bon Viatge
    -   Francesc Macià - Llevant - les Planes
    -   Francesc Macià - Sant Feliu | Consell Comarcal

  - Trambesòs, Tramway du Besòs:
    -   (inaugurée en 2004) Ciutadella | Vila Olímpica - Sant Adrià de Besòs
    -   (inaugurée en 2006) Glòries - Gorg
    -   (inaugurée en 2008) Glòries- Sant Adrià de Besòs
- Tramway touristique :
  -   Tramvia Blau: (inauguré en 1901) Avinguda Tibidabo - Plaça del Funicular del Tibidabo

Pour un recensement complet des stations de tramway, voir la Liste de gares de tramway de la région métropolitaine de Barcelone.

### Funiculaires et téléphériques

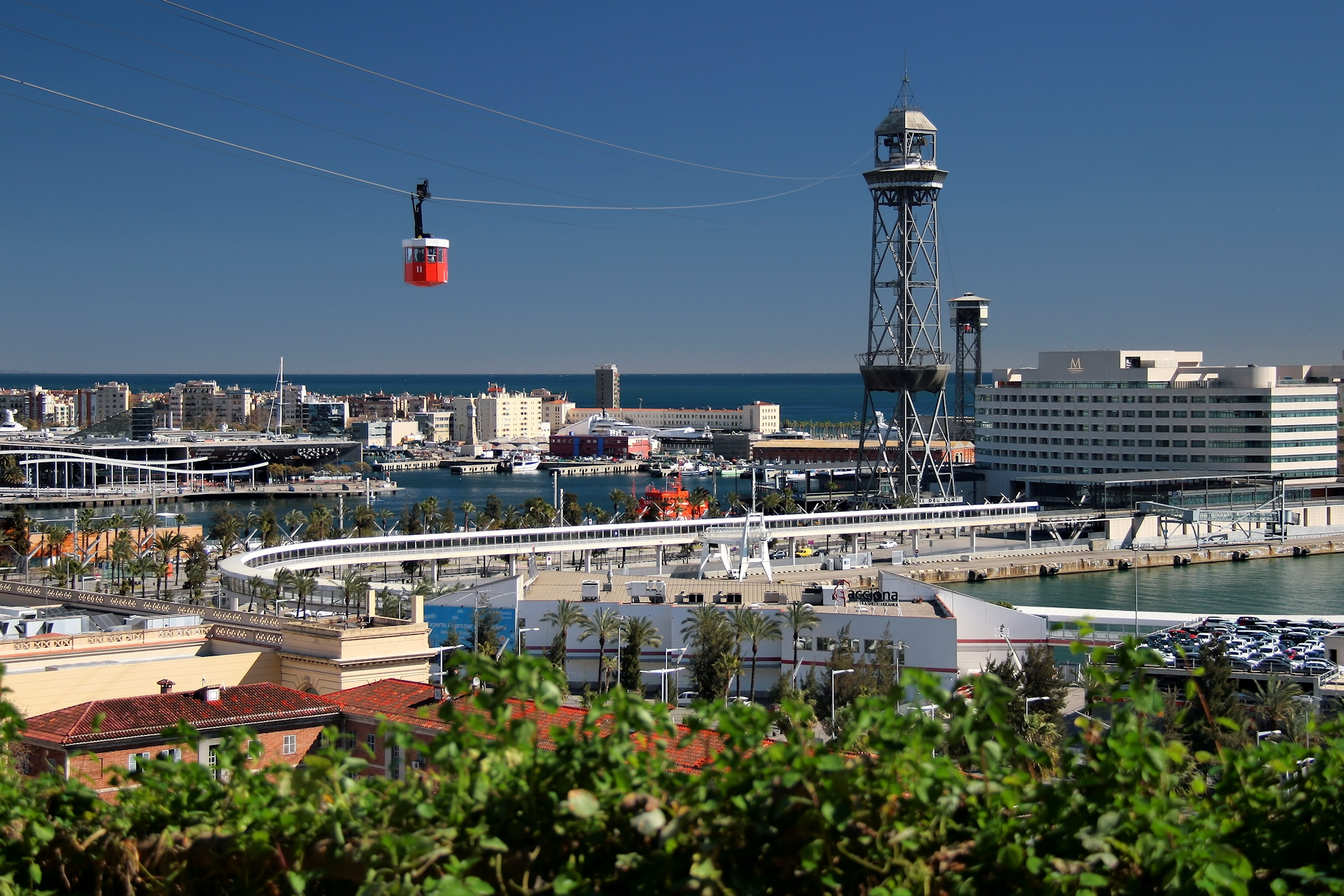
Téléphérique du Port

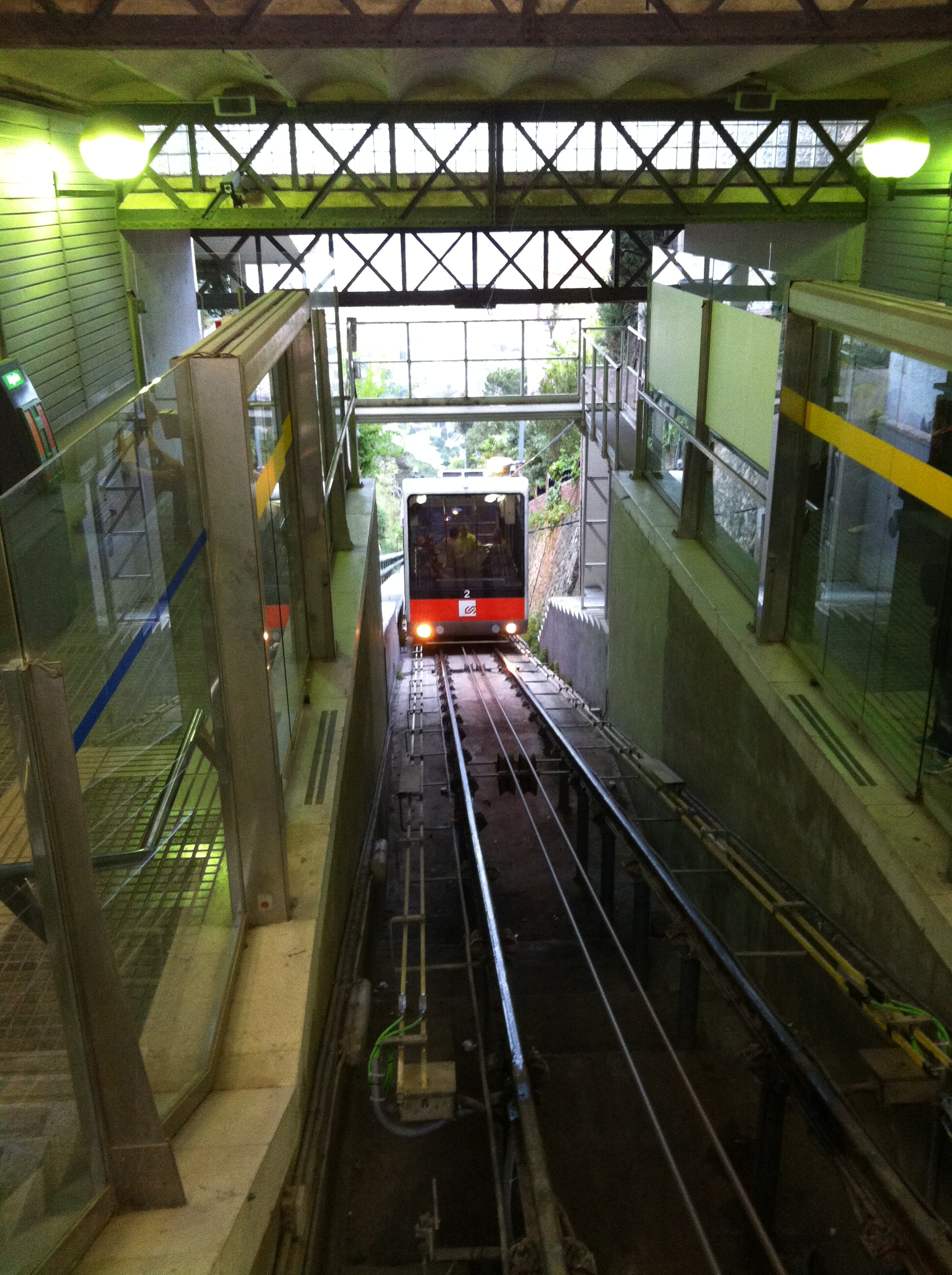
Funiculaire de Vallvidrera

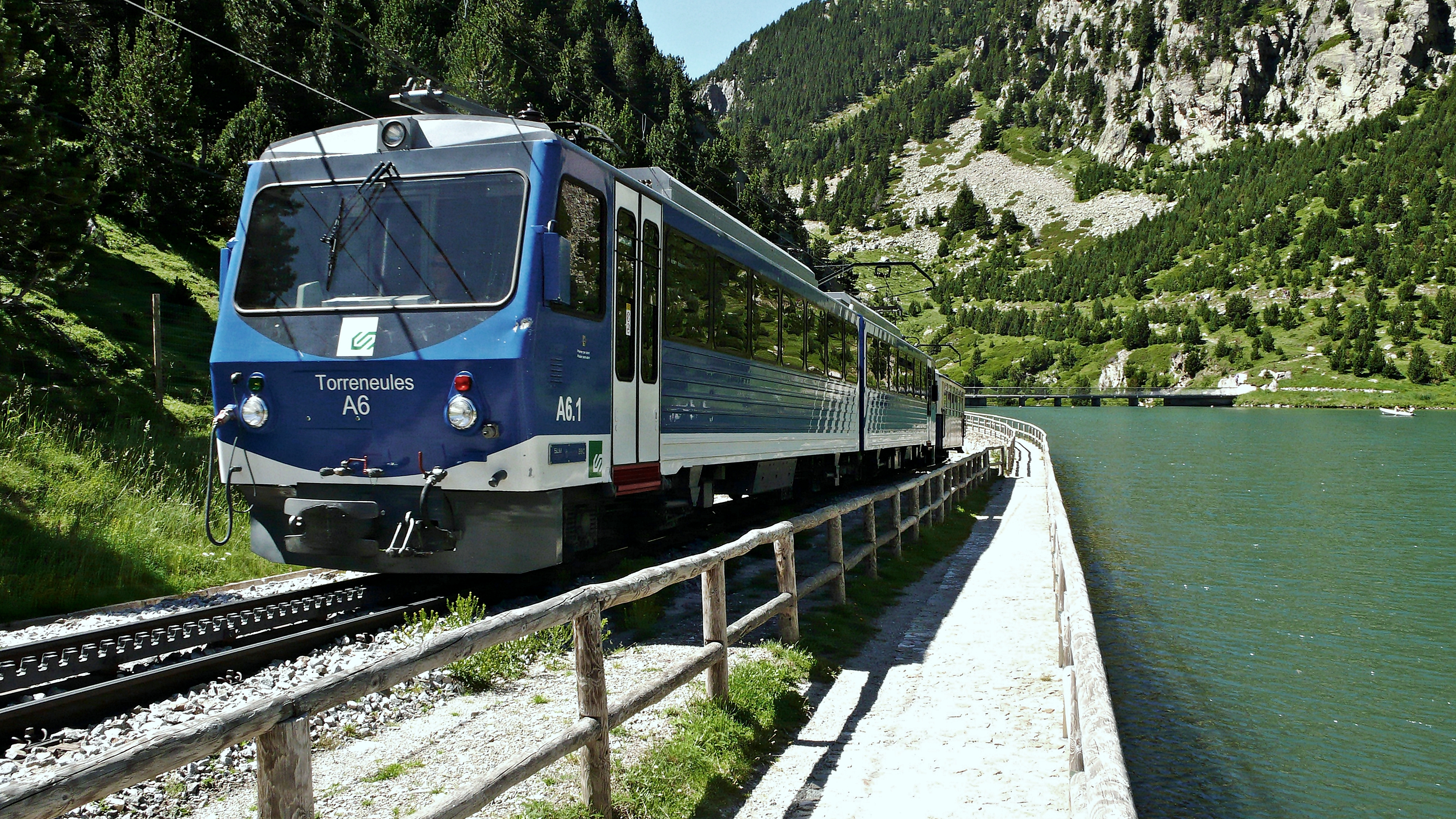
Chemin de fer à crémaillère de Núria

En Catalogne, il y a au total 25 funiculaires, téléphériques, train à crémaillère, ascenseurs inclinés et télécabines, les télécabines pour les pistes de ski ne sont pas incluses.

### Trains touristiques
- Chemin de fer touristique de l'Alt Llobregat : un train touristique géré par FGC avec un écartement des rails de 600 mm.

## Territoire couvert
En Catalogne, 32 comarques ont un service ferroviaire, dont 14 sont desservies par les Rodalies de Barcelone et/ou FGC. 18 comarques ont des gares moyenne distance ou longue distance et 9 comarques sont totalement dépourvues de gares ferroviaire.

## Projets pour le réseau

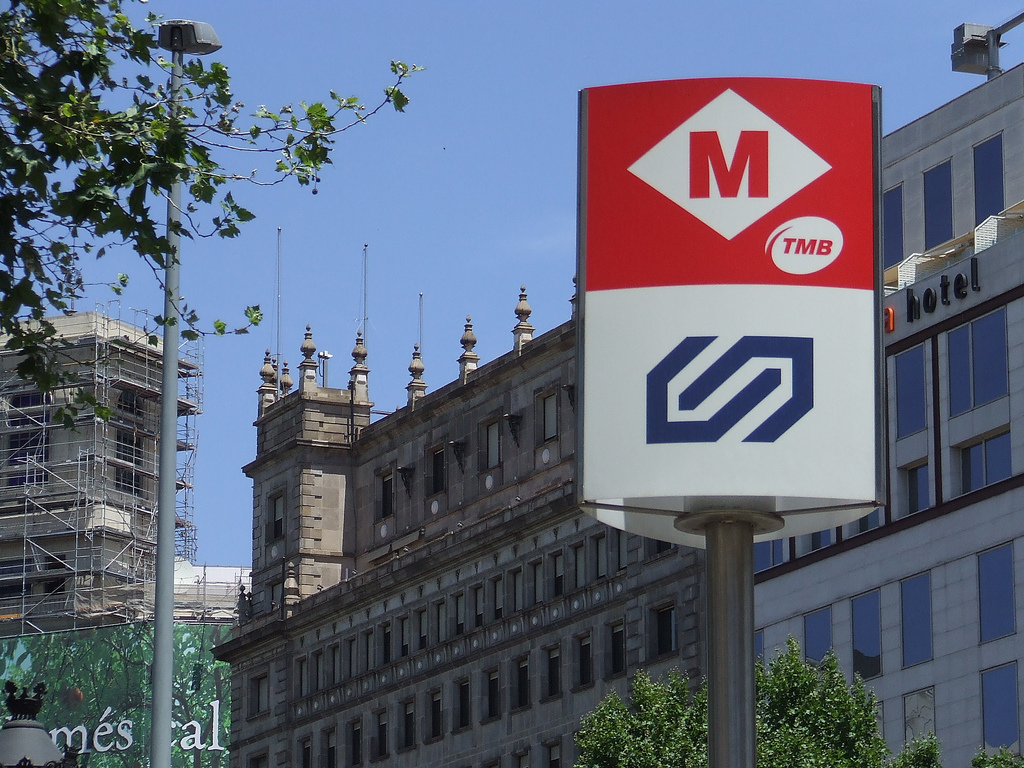
Panneau de FGC et Métro de Barcelone à Place de Catalogne

### Région métropolitaine de Barcelone
Les actions projetées sont décrites dans le Plan Directeur d'Infrastructures 2011-2020 de l'ATM.
- Renfe Operadora :
  - R1 : deviendra la ligne de la côte (R2 sud + R1) avec une branche pour l'aéroport.
  - R2 : deviendra une ligne d'intérieur des terres (R4 sud-ouest + R2 nord).
  - R3 : prolongement entre Cornellà et Castelldefels.
  - R4 : Manresa - Aéroport.
  - R8 : construction de la nouvelle gare de Santa Perpètua - Can Folguera et de pôles multimodales avec la ligne Barcelone - Vallès dans les gares de Sant Cugat et Rubí.
  - Construction de la ligne ferroviaire orbitale entre Vilanova i la Geltrú et Mataró.
- Métro de Barcelone :
  - Transports Metropolitans de Barcelona :
    - L1 : prolongement de Fondo à Badalona Pompeu Fabra.
    - L3 : prolongement de Trinitat Nova à Trinitat Vella.
    - L3 : prolongement de Zona Universitària à Esplugues Centre.
    - L4 : prolongement de La Pau à Sagrera TAV.
    - L9 : Tunnel Zona Universitària – la Sagrera. Travaux cessés.
    - L10 : Tronçon sud Zona Universitària – Pratenc. Mise en service partielle et travaux en cours avec ouverture progressive des stations.

  - Chemins de fer de la généralité de Catalogne :
    - Prolongement FGC, entre Plaça Espanya et Gràcia. Rédaction du projet.
- Tramway de Barcelone :
  - Connexion du Trambaix et du Trambesòs à Diagonal. Projet rédigé.
  - Nouveau tracé direct de la ligne T3 entre Pont d'Esplugues et Rambla de Sant Just. Projet en rédaction.
- TramVallès :
  - Nouvelle ligne de tramway entre Montcada, Cerdanyola et l'UAB.

### Camp de Tarragone
Mise en place d'un train de tramway dans le Camp de Tarragone, profitant des infrastructures existantes dans la première phase, et création de nouvelles sections dans les centres urbains dans une seconde phase
Renforcement du réseau de banlieue avec de nouvelles gares, Reus-Bellissens, Roda de Barà mar et Creixell.

### Gérone
Renforcement du réseau de banlieue de la ville de Gérone et de ses environs avec la construction de nouvelles gares à Sarrià de Ter et à Vilablareix.
Construction d'une ligne train-tram de l'aéroport de Gérone-Costa Brava, en passant par Gérone, Flaçà et La Bisbal d'Empordà.

### Terres de Ponent
Construction de la nouvelle gare de Polígon Industrial el Segre sur la ligne Lérida - La Pobla.
Renforcement du réseau suburbain de Lérida sur l'infrastructure des lignes Manresa - Lérida et Tarragone - Lérida avec des services spécifiques dans la zone

### Catalunya Central
Dans la comarque du Bages, un train-tram devrait relier Sallent,  Manresa et Súria, convertissant les infrastructures actuellement utilisées comme ligne marchandises et dans un avenir lointain, il la ligne devrait atteindre la capitale du Berguedà, Berga.